# Hogatec
hogatec ist die Abkürzung für die die internationale Messe für Hotellerie, Gastronomie und Gemeinschaftsverpflegung für Fach- und Privatbesucher in Essen. Sie fand bis 2012 alle zwei Jahre statt.
Organisatoren der Veranstaltung waren neben der Messe Düsseldorf der DEHOGA (Deutscher Hotel und Gaststättenverband). Die hogatec war in Bezug auf die Herkunft ihrer Aussteller und Besucher die internationalste Fachmesse ihrer Branche in Deutschland.
Nach einer wirtschaftlichen Flaute im Gastgewerbe drohte der Stellenwert der Messe, die sich selbst als „Nr. 1 in Technik und Design“ bezeichnet, zu schrumpfen. Mit einem neuen Konzept und der Einbeziehung prominenter Branchenmitglieder wie dem Koch Stefan Manier oder der Herforder Preis-Trägerin Kerstin Schwan in die internationale Besucherwerbung gelang es 2006, eine führende Position zurückzugewinnen. Im Jahr 2008 hatte sie 41.000 Besucher.
Nach einem stetigen Rückgang der Besucherzahlen – 2010 waren es nur noch 29.000 – zog die Hogatec 2011 nach Essen. Jedoch gab es auch dort keinen Aufschwung, so dass mit der Absage für 2014 das Ende dieser Messe gekommen war.